# Natalja Lisowska
Natalja Wieniediktowna Lisowska (ros. Наталья Венедиктовна Лисовская; ur. 16 lipca 1962 w Alegazowie) – lekkoatletka ZSRR, specjalistka pchnięcia kulą.
Mistrzyni olimpijska z Seulu (1988). W 1987 zdobyła mistrzostwo świata, a w 1991 wicemistrzostwo globu. Wicemistrzyni Europy z roku 1990. Trzykrotna złota medalistka uniwersjady. Rekord życiowy: 22,63 (7 czerwca 1987, Moskwa). Wynik ten jest aktualnym rekordem świata.
Żona Jurija Siedycha, matka Alexii Sedykh. Mieszka we Francji, od 2000 jest obywatelką tego kraju, w 2001 została (z wynikiem 17,33 m) złotą medalistką mistrzostw Francji.

## Osiągnięcia
| Rok  | Impreza                   | Miejsce             | Lokata     | Wynik |
| ---- | ------------------------- | ------------------- | ---------- | ----- |
| 1982 | Halowe mistrzostwa Europy | Mediolan            | 3. miejsce | 18,50 |
| 1983 | Uniwersjada               | Edmonton            | 1. miejsce | 20,46 |
| 1983 | Mistrzostwa świata        | Helsinki            | 5. miejsce | 20,02 |
| 1985 | Światowe igrzyska halowe  | Paryż               | 1. miejsce | 20.07 |
| 1985 | Halowe mistrzostwa Europy | Pireus              | 5. miejsce | 18,85 |
| 1985 | Finał A pucharu Europy    | Moskwa              | 1. miejsce | 21,10 |
| 1985 | Uniwersjada               | Kobe                | 1. miejsce | 20,47 |
| 1985 | Puchar świata             | Canberra            | 1. miejsce | 20,69 |
| 1987 | Halowe mistrzostwa świata | Indianapolis        | 1. miejsce | 20,52 |
| 1987 | Uniwersjada               | Zagrzeb             | 1. miejsce | 20,48 |
| 1987 | Mistrzostwa świata        | Rzym                | 1. miejsce | 21,24 |
| 1987 | Finał A pucharu Europy    | Praga               | 1. miejsce | 21,56 |
| 1988 | Igrzyska olimpijskie      | Seul                | 1. miejsce | 22,24 |
| 1990 | Halowe mistrzostwa Europy | Glasgow             | 2. miejsce | 20,35 |
| 1990 | Mistrzostwa Europy        | Split               | 2. miejsce | 20,06 |
| 1991 | Halowe mistrzostwa świata | Sewilla             | 3, miejsce | 20,00 |
| 1991 | Mistrzostwa świata        | Tokio               | 2. miejsce | 20,29 |
| 1991 | Finał A pucharu Europy    | Frankfurt nad Menem | 1. miejsce | 21,12 |
| 1992 | Halowe mistrzostwa Europy | Genua               | 1. miejsce | 20,70 |
| 1992 | Igrzyska olimpijskie      | Barcelona           | 9. miejsce | 18,60 |